# Кутовий будинок
Кутови́й буди́нок (латв. Stūra māja) — позначення будівлі, що знаходиться на вулиці Брівібас, 61 у Ризі, Латвія. Паралельний номер будівлі — вулиця Стабу, 12. Історична пам'ятка державного значення.

## Історія

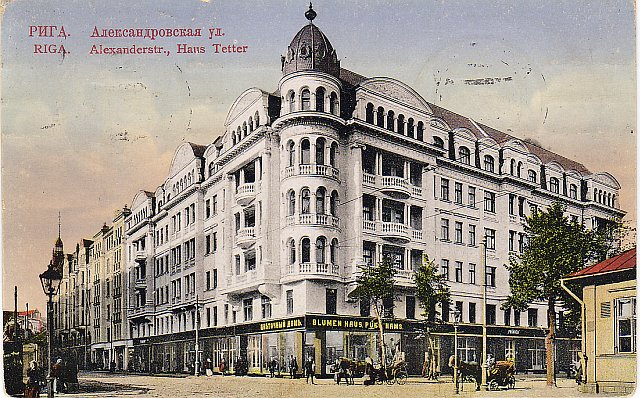
Дім Тетера

Це прибутковий будинок із магазином, побудований у 1911 році за проектом архітектора Александрса Ванаґса. Це колишній дім Тетера, що в 1920-х роках став власністю Латвійського Міністерства фінансів, пізніше — власністю Латвійського Міністерства внутрішніх справ.
До Першої світової війни тут розташовувалося відділення музичної школи Імператорського російського Музичного товариства, у 1919 році — Латвійський Революційний військовий комітет. За часів радянської окупації з 1940 до 1941 року та з 28 січня 1946 року — Народний комісаріат внутрішніх справ і Комітет державної безпеки. Після здобуття Латвією незалежності тут до 2008 року працювала Державна поліція.
15 грудня 2003 року на будівлі на боці вулиці Стабу відкрито пам'ятний знак «Чорний поріг» (скульптор — Ґлєбс Пателєєвс, архітектор — Андріс Вейдеманис), що присвячений жертвам комуністичного режиму.

## Виставки
У 2014 році в рамках проекту «Рига 2014» у цій будівлі влаштували експозицію «Кутовий будинок. Справа № 1914/2014». Вона включала експозицію, влаштовану Музеєм окупації, екскурсію «У погребах ВНК» у супроводі гіда та п'ять виставок «(Ре)конструкція дружби», «Валіза латвійця», «Назло всім», «10 розповідей про людину й владу» і проект «Музей фатальних речей», ініційований кінорежисеркою Ілоною Брувере.

## Виноски
1. ↑  Latvijas Vēstnesis — Latvijas Vēstnesis, 1993.
2. ↑  Latvijas Vēstnesis — Latvijas Vēstnesis, 1993.
3. 1 2 3 4 5  Caune, Māra; Zalcmanis, Raimonds (2008). Rīgas ielas 2.sējums. Enciklopēdija (латвійською) . Рига: Apgāds Priedaines. с. 141—142. ISBN 9789984798394. OCLC 259924246.
4. ↑  Komunistiskā režīma represīvo iestāžu darbības vieta - "Stūra māja" | Mantojums.lv. saraksts.mantojums.lv (латвійською) . Архів оригіналу за 11 лютого 2017. Процитовано 10 лютого 2017.
5. ↑  Krastiņš, Jānis; Strautmanis, Ivars (2002). Lielais Rīgas arhitektūras ceļvedis (латвійською) . Рига: Puse. с. 173. ISBN 998452761-1.
6. ↑  Lai ēkai atrastu īrniekus, renovēs Stūra mājas fasādi. www.irlv.lv (латвійською) . Архів оригіналу за 11 лютого 2017. Процитовано 10 лютого 2017.
7. ↑  Stūra māja (Brīvības iela 61). www.redzet.lv (латвійською) . Архів оригіналу за 11 лютого 2017. Процитовано 10 лютого 2017.
8. ↑  Rumbina, Ināra (25 березня 2014). Kas ir „Stūra māja” Rīgā un kas tai kopīgs ar Doles Tautas namu?. Parkulturu.lv (латвійською) . Архів оригіналу за 4 березня 2016. Процитовано 10 лютого 2017.
9. ↑  Liela interese par ekspozīciju "Stūra māja. Lieta Nr.1914/2014". FOTO. Kasjauns.lv (латвійською) . 6 травня 2014. Архів оригіналу за 11 лютого 2017. Процитовано 10 лютого 2017.